# Santa María de Mave
Santa María de Mave ist ein spanischer Ort am Fluss Pisuerga in der Provinz Palencia der Autonomen Gemeinschaft Kastilien und León. Der Ort gehört zu Aguilar de Campoo, er liegt zehn Kilometer südlich vom Hauptort der Gemeinde.

## Sehenswürdigkeiten
- Romanische Kirche des ehemaligen Klosters Santa Maria la Real, erbaut um 1200. Die Kirche ist seit 1931 als Baudenkmal (Bien de Interés Cultural) klassifiziert.